# Kings Langley
Kings Langley – wieś w Anglii, w hrabstwie Hertfordshire, w dystrykcie Dacorum. Leży 28 km na zachód od miasta Hertford i 33 km na północny zachód od centrum Londynu. W 2001 miejscowość liczyła 5072 mieszkańców.